# Joachim Pukaß
Joachim Pukaß (* 23. Januar 1936 in Berlin) ist ein deutscher Schauspieler, Synchronsprecher und Synchronregisseur.

## Leben
Joachim Pukaß, der in seiner langen Karriere neben zahlreichen Theaterengagements auch Rollen für das Fernsehen übernahm, wurde im TV vor allem in der Rolle des Kriminaloberrats Schenkendorf in der Fernsehserie Direktion City bekannt.
Neben seiner Arbeit für Theater und Fernsehen ist Pukaß seit 1961 auch als Synchronsprecher tätig und in zahlreichen Filmen und Fernsehserien zu hören. Er lieh seine Stimme unter anderem Terence Hill in Unter Geiern, David McCallum in mehreren auf der Fernsehserie Solo für O.N.C.E.L. basierenden Filmen, Richard Pryor in Trans-Amerika-Express, Dan Aykroyd in Indiana Jones und der Tempel des Todes, James Woods in Gegen jede Chance und William Forsythe in The Rock. In der Seifenoper Schatten der Leidenschaft synchronisierte er Eric Braeden, außerdem sprach er den deutschen Dr. Robotnik in den TV-Serien Sonic der irre Igel (1993–1996) und Sonic the Hedgehog (1993–1994).
Joachim Pukaß ist außerdem als Hörspielsprecher aktiv, so war er mehrmals in den Reihen Benjamin Blümchen und Bibi Blocksberg zu hören. In der phantastischen Hörspielreihe Howard Phillips Lovecraft – Chroniken des Grauens (2020) spricht er mit „Frantisek“ eine der Hauptfiguren. Bis Anfang der 1990er Jahre arbeitete Pukaß auch als Sprecher für den damaligen Sender Freies Berlin, so war er häufig als Nachrichtensprecher in der Berliner Abendschau und von 1962 bis 1996 in mehr als 4000 Folgen als Sprecher der Presseschau im gemeinsamen Vormittagsprogramm von ARD und ZDF zu sehen. Von 1988 bis 1992 war Pukaß als Synchronregisseur für 200 Folgen der Fernsehserie FBI verantwortlich und lieh daneben zahlreichen Episodenrollen seine Stimme. In den späten 1980er- und frühen 1990er-Jahren moderierte er das Unfallverhütungs-Magazin der Deutschen Bundesbahn.
Seine im Juli 2013 verstorbene Ehefrau Gisela Fritsch war wie die gemeinsame Tochter Melanie Pukaß in der Synchronbranche tätig.

## Hörspiele (Auswahl)
- 1963: Jean Anouilh: Majestäten (Wachtposten) – Regie: Hans Conrad Fischer (SFB)
- 1964–1987: Diverse Autoren: Damals war's – Geschichten aus dem alten Berlin (Geschichten Nr. 23, 24, 25, 26, 28, 30 mit insgesamt 60 Folgen) – Regie: Ivo Veit u. a. (40 Geschichten in 426 Folgen) (RIAS Berlin)[5]
- 1966/2013: Sándor Ferenczy: Die Gentlemen bitten zur Kasse (Slowfoot) – Regie: Sándor Ferenczy (Kriminalhörspiel – Audio Factory)
- 1969: Michael Maaßen: Am hellen Tag (Verkäufer) – Regie: Siegfried Niemann (SFB)
- 1978: Peter Lustig und Elfie Donnelly: Tam Tam ganz gross (1) & (2) - Das Charlottenburger Schlossgespenst (Erzähler) – Regie: Ulrich Herzog (Kinderhörspiel – SFB, 2017 auch als MP3-CD-Edition bei Pidax Film Media Ltd., Alive)
- 1983: Lisa Kristwald, Richard Hey: Die Zeit vergeht unheimlich langsam (Klaus) – Regie: Lisa Kristwald (WDR)
- 1992: Horst Bosetzky: Niemandt kennt Tag und Stunde (Krausnick) – Regie: Albrecht Surkau (WDR, 1994 auch auf Kassetten bei Goldmann)